# Степ (гурт)
«Степ» — український гурт з міста Херсон, популярний у 1990-ті. Мова пісень — українська.

## Історія
Гурт «Степ» було засновано в 1995 році. Його організаторами були Андрій Череднюк та Сергій Василенко. Перші пісні в цьому ж році зазвучали на радіо в національному хіт-параді «12-2», музичні критики вже тоді відзначили потенціал гурту. У тому ж році «Степ» взяв участь зі своїм кліпом на пісню «Режисер кіно» в телевізійному хіт-параді «Територія А», ця пісня не досягла вершини хіт-параду, але щільно засіла в її середині.
У 1996 році колектив взяв участь у фіналі музичного змагання, де зустрічається з групою «Слайдер». І хоча овації глядачів і їх симпатії були на боці гурту «Степ», журі віддає херсонцям 2 місце. В кінці цього ж року колектив починає працювати над створенням повноцінного музичного альбому. Пісні з нового альбому, такі, як «Дівчина Африка» і «Бум, бум — все в нас є» стають лідерами вітчизняних теле і радіо хіт-парадів.
На початку 1997 року, гурт «Степ» стає лауреатом всеукраїнського конкурсу «Мелодія». Наприкінці того ж року гурт «Степ» входив до двадцятки кращих колективів України і займає в рейтингу 12 місце.
В липні 1997 року колектив випустив новий альбом «Ти не пожалкуєш» і в цьому ж році, за оцінками фахівців, його тираж по продажам побив усі рекорди, що існували до цього в Україні.
У 2000 році вийшов альбом «Зелена доля», а в 2006 році гурт випустив альбом «Качечка». На пісню з однойменною назвою був знятий відеокліп (мультфільм). Його презентація з успіхом пройшла на вітчизняних музичних телеканалах, аудіо варіант звучав в ефірах провідних радіостанцій.
В 2022 році, до свого 27-ти річчя з дня заснування, гурт «Степ» випустив альбом «Країна Україна»..

## Склад
- Сергій Василенко;
- Андрій Череднюк;

## Дискографія

### Дівчина Африка(1996)
1. Я знову до тебе хочу
2. Дівчина Африка
3. Бум, бум — все в нас є
4. Базар
5. Попурі
6. Марія
7. Земле, прийми
8. Удвох
9. Секс фортуна

### Ти не пожалкуєш(1997)
1. Шалалулей
2. Жнива
3. Ти не пожалкуєш
4. Жінка моя
5. О, Ріо, Ріо
6. Зелена доля
7. I Love You
8. Дівчина, танцюй
9. Шаман
10. Не турбуйтесь, мамо
11. Що посієш, те й пожнеш
12. Медляк
13. Не шукай мене

- Зелена доля (2000)
- Качечка (2006)
- Країна Україна (2022)

## Кліпи
- Режисер кіно;
- Дівчина Африка;
- Бум, бум — все в нас є;
- Ти не пожалкуєш (1997)[1]
- Дівчина, танцюй;
- I love you;
- Качечка.